# Doctor Yellow

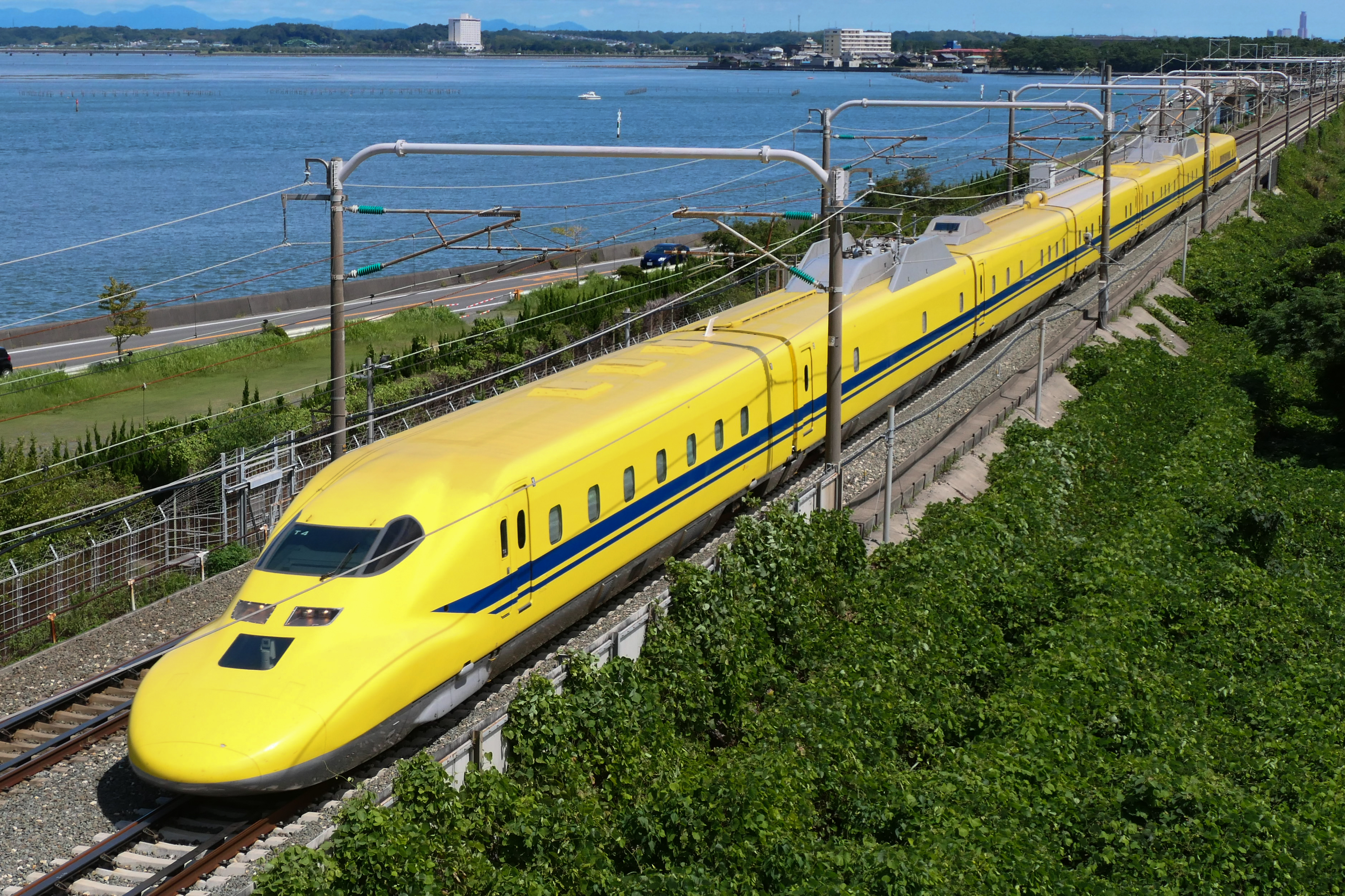
"Doctor Yellow" Classe 923 della JR Central sulla Tōkaidō Shinkansen

Doctor Yellow (ドクターイエロー?) è il nome con cui vengono indicati i convogli di servizio diagnostico in servizio sulla rete ferroviaria shinkansen giapponese.

## Descrizione
I treni sono identici ai modelli regolari, con la differenza che gli interni delle carrozze invece di ospitare i posti per i viaggiatori sono sede di strumentazioni e computer per raccogliere ed elaborare dati sulle condizioni delle rotaie, della massicciata, della linea aerea di derivazione della corrente, ecc. I vari treni come detto sono meccanicamente uguali alle serie regolari pertanto sono perfettamente in grado di raggiungere i 300 km/h ed effettuare misurazioni anche a quella velocità. I Doctor Yellow occasionalmente possono anche infrangere i limiti di velocità, ad esempio per effettuare misurazioni quando si vuole innalzare la velocità massima di un tratto di linea.
Questi convogli circolano quasi esclusivamente di notte (per non interferire con l'intenso traffico passeggeri), durante gli orari in cui la linea è chiusa e non vi sono treni che espletano servizi commerciali. 

## Nome
La prima parte del nome Doctor Yellow (Dottore giallo) è dovuto alla sua funzione di controllo e diagnostica che permette al gestore dell'infrastruttura di conoscere lo stato della linea ferroviaria e mettere in atto interventi per prevenire le disfunzioni.
La seconda parte del nome si deve ovviamente alla colorazione che rende questi treni particolarmente riconoscibili, ovvero un giallo marcato ed intenso, ornato di una linea che può essere blu o verde a seconda del possessore di quel determinato convoglio (blu per JR Central e JR West, verde per JR East).

## Lista diDoctor Yellow

### Per le linee Tōkaidō e Sanyō Shinkansen
- Non motrici (Gialli con linea blu):
  - 921-1: Costruiti nel 1962 (inizialmente numerati 4001), dismessi nel 1980.
  - 921-2: Convertiti nel 1964 dal MaRoNeFu 29-11, dismessi nel 1976.

- Derivati dalla Serie 0 (Gialli con linea blu):
  - 922-0 (Set T1): convoglio di quattro elementi convertito nel 1964, derivato dal prototipo (noto come Classe 1000 set B) costruito nel 1961, dismesso nel 1976.
  - 922-10 (Set T2): convoglio di sette elementi di proprietà della JR Central. Costruito nel 1974 e dismesso nel 2001.
  - 922-20 (Set T3): convoglio di sette elementi di proprietà della JR West. Costruito nel 1979 e dismesso nel 2005.

- Derivati dalla Serie 700 (Gialli con linea blu):
  - 923 (Set T4): convoglio di sette elementi di proprietà della JR Central. Costruito nel 2000 e ritirato nel gennaio 2025.
  - 923-3000 (Set T5): convoglio di sette elementi di proprietà della JR West. Costruito nel 2005 e tuttora in servizio.

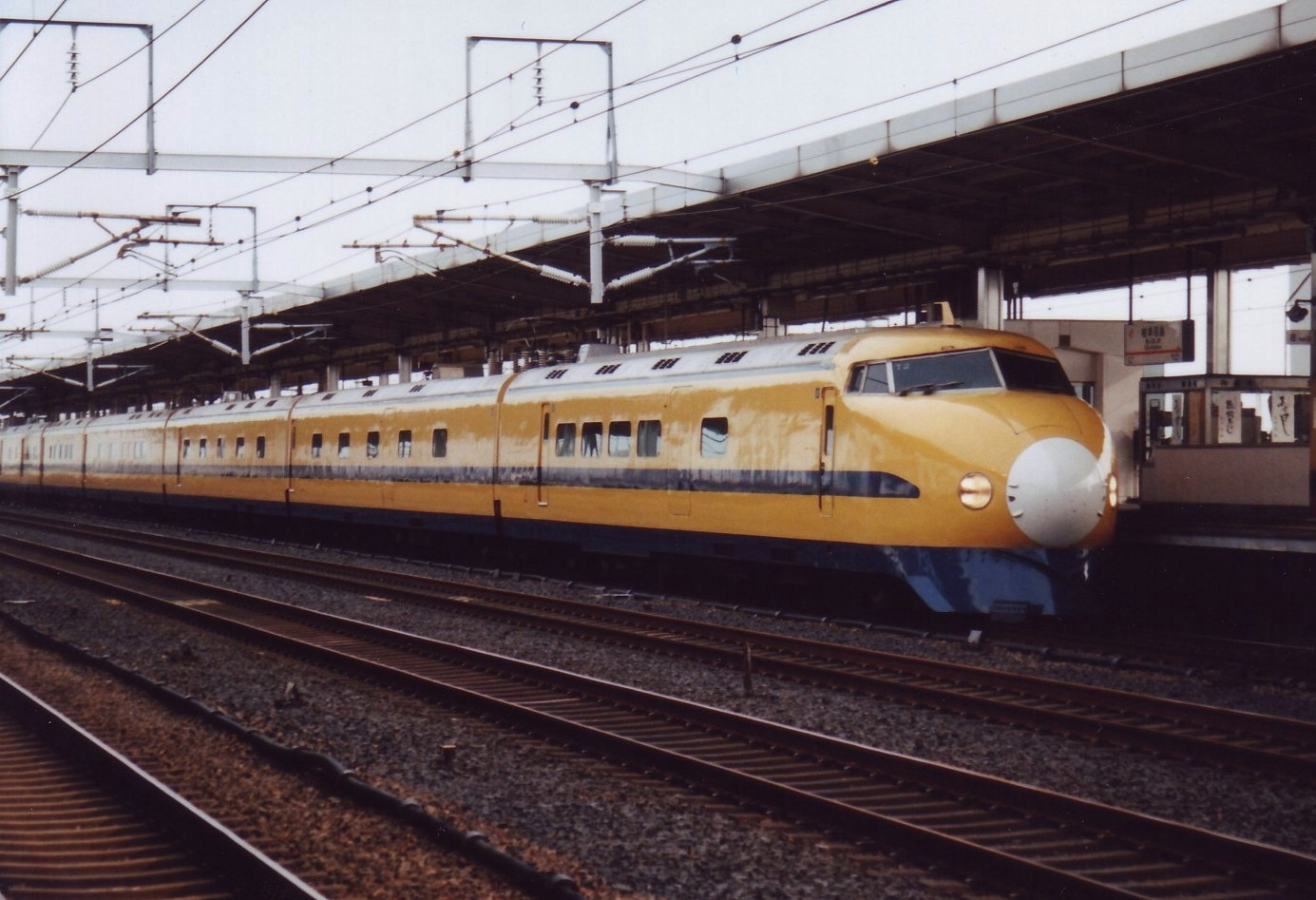
JR Central Classe 922 set T2, 1998
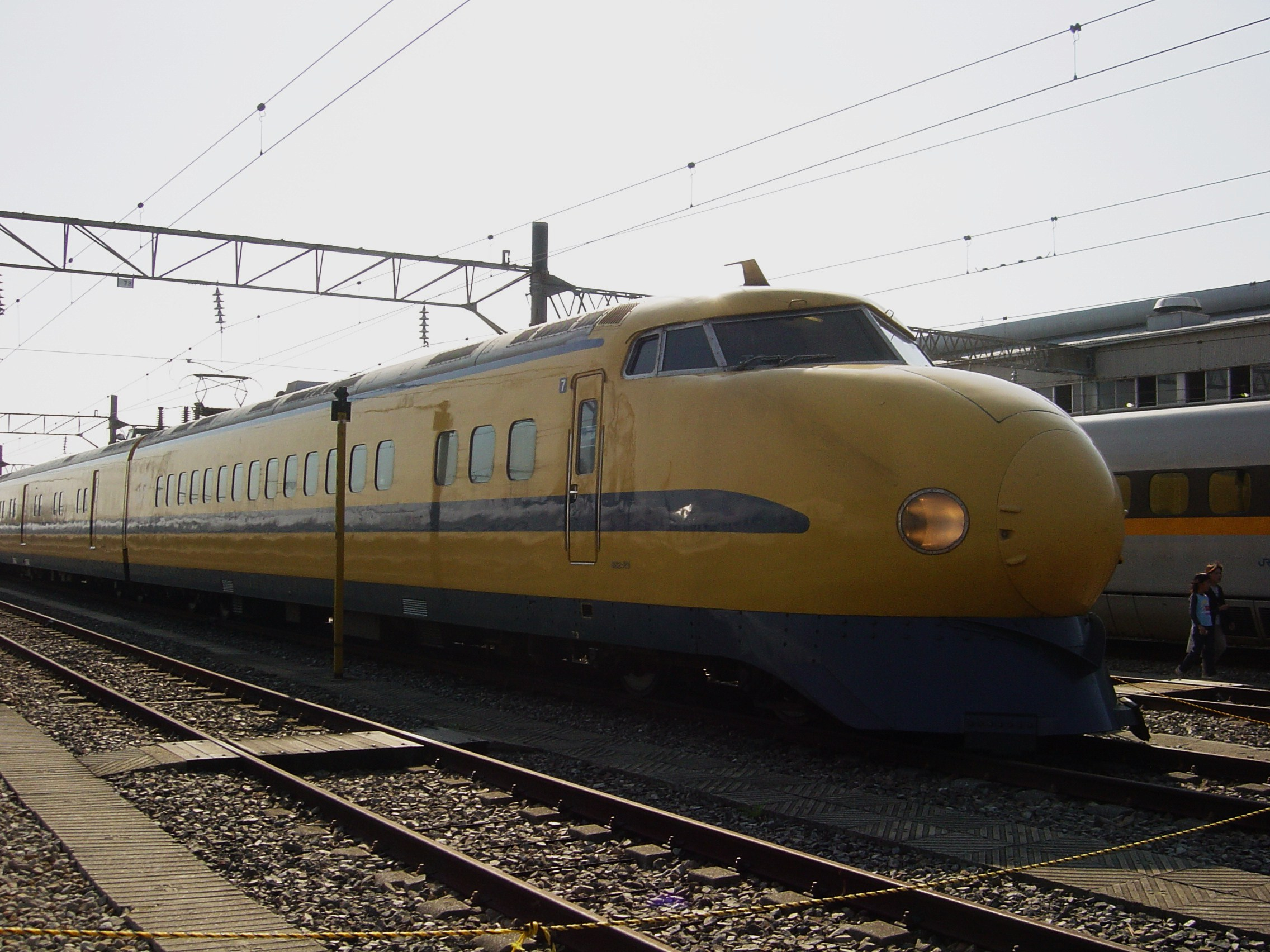
JR West Classe 922 set T3, 2004
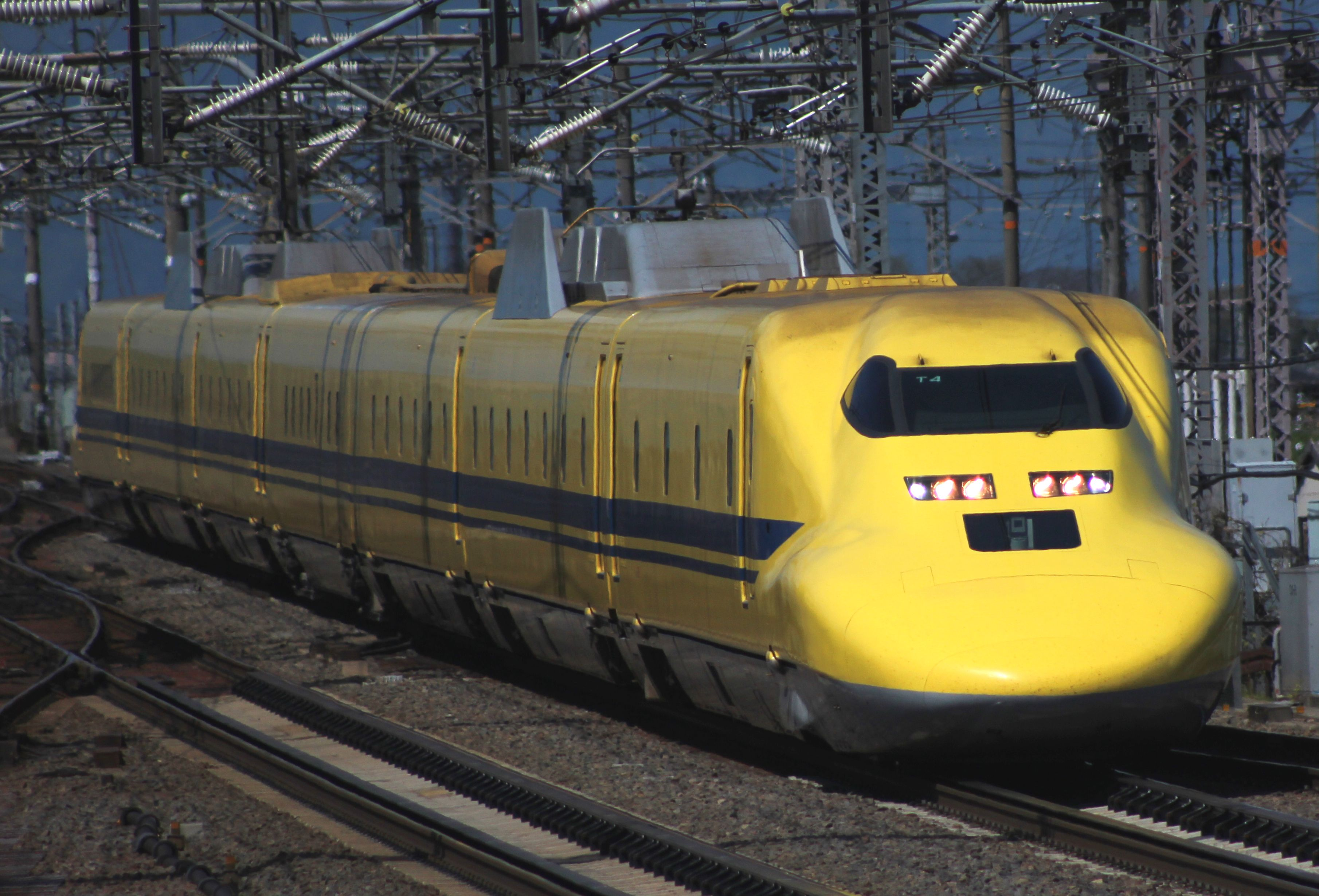
JR Central Classe 923 set T4, 2013
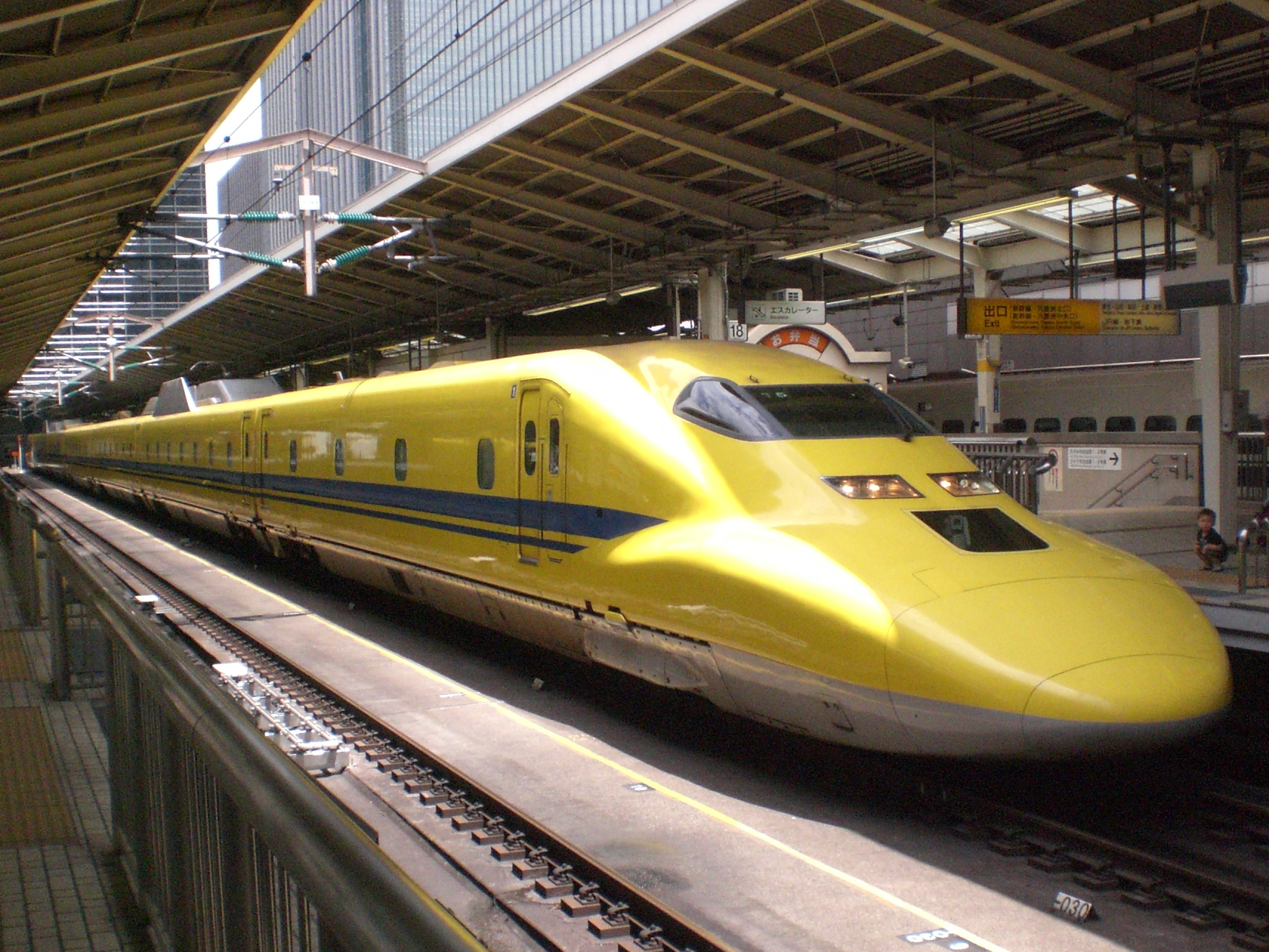
JR West Classe 923 set T5, 2008

### Per le linee Tōhoku, Jōetsu, Nagano, Yamagata  e Akita Shinkansen
- Derivati dalla Serie 200 (Gialli con linea verde):
  - 925/0 (Set S1): convoglio di sette elementi di proprietà della JR East. Costruito nel 1979 e dismesso nel 2001.
  - 925/10 (Set S2): convoglio di sette elementi di proprietà della JR East. derivato dal prototipo (noto come Classe 962) costruito nel 1982, dismesso nel 2002.

- Derivati dalla Serie E3 (Bianchi con linea rossa)
  - E926 (Set S51): "East i" convoglio di sei elementi di proprietà della JR East. Costruito nel 2001 e tuttora in servizio.

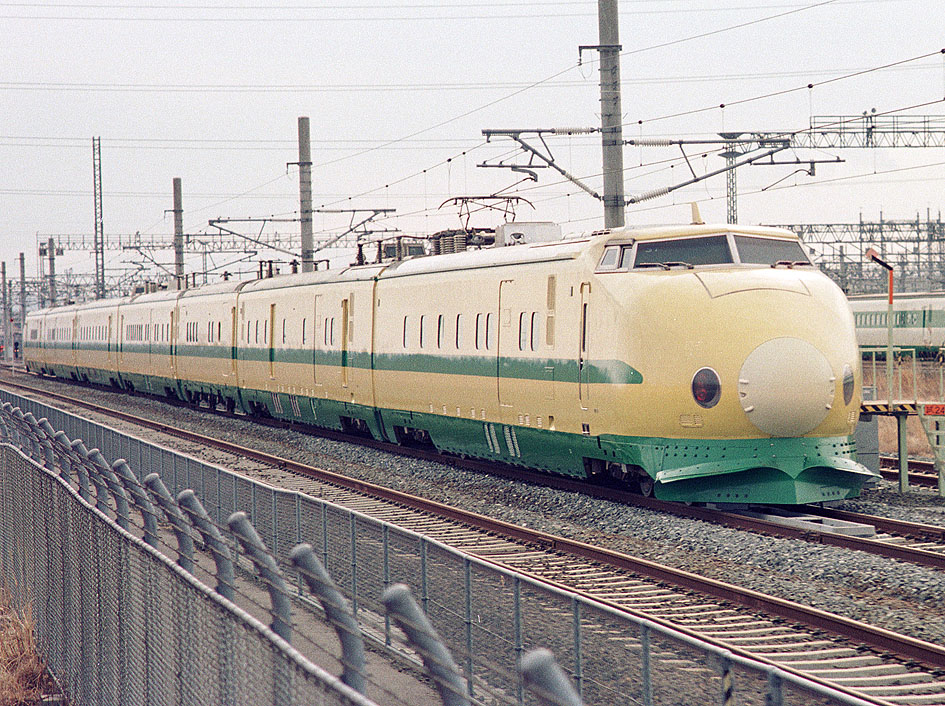
Classe 925 set S1, 1987
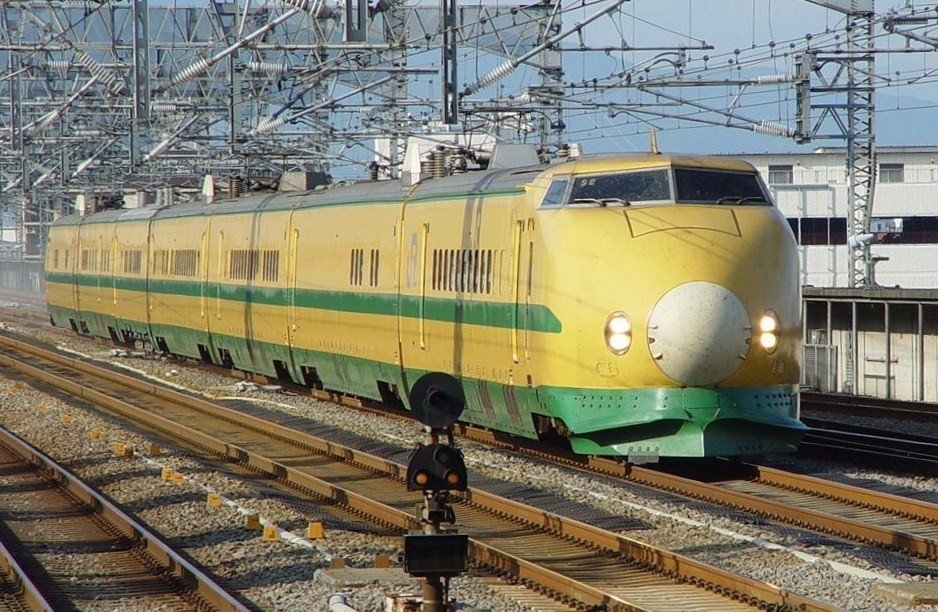
Classe 925-10 set S2, 2002
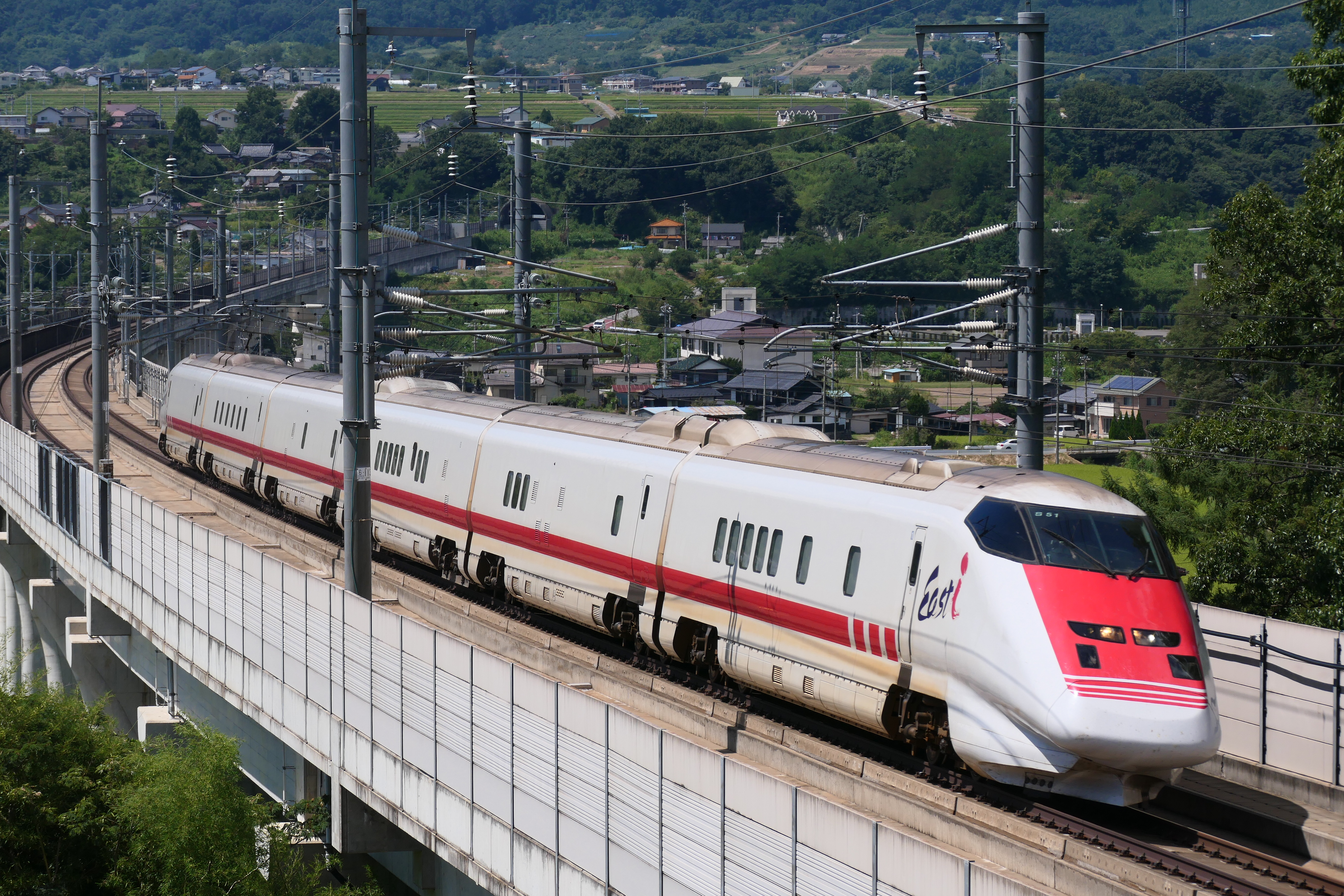
E926 East i, 2020

## Esemplari preservati

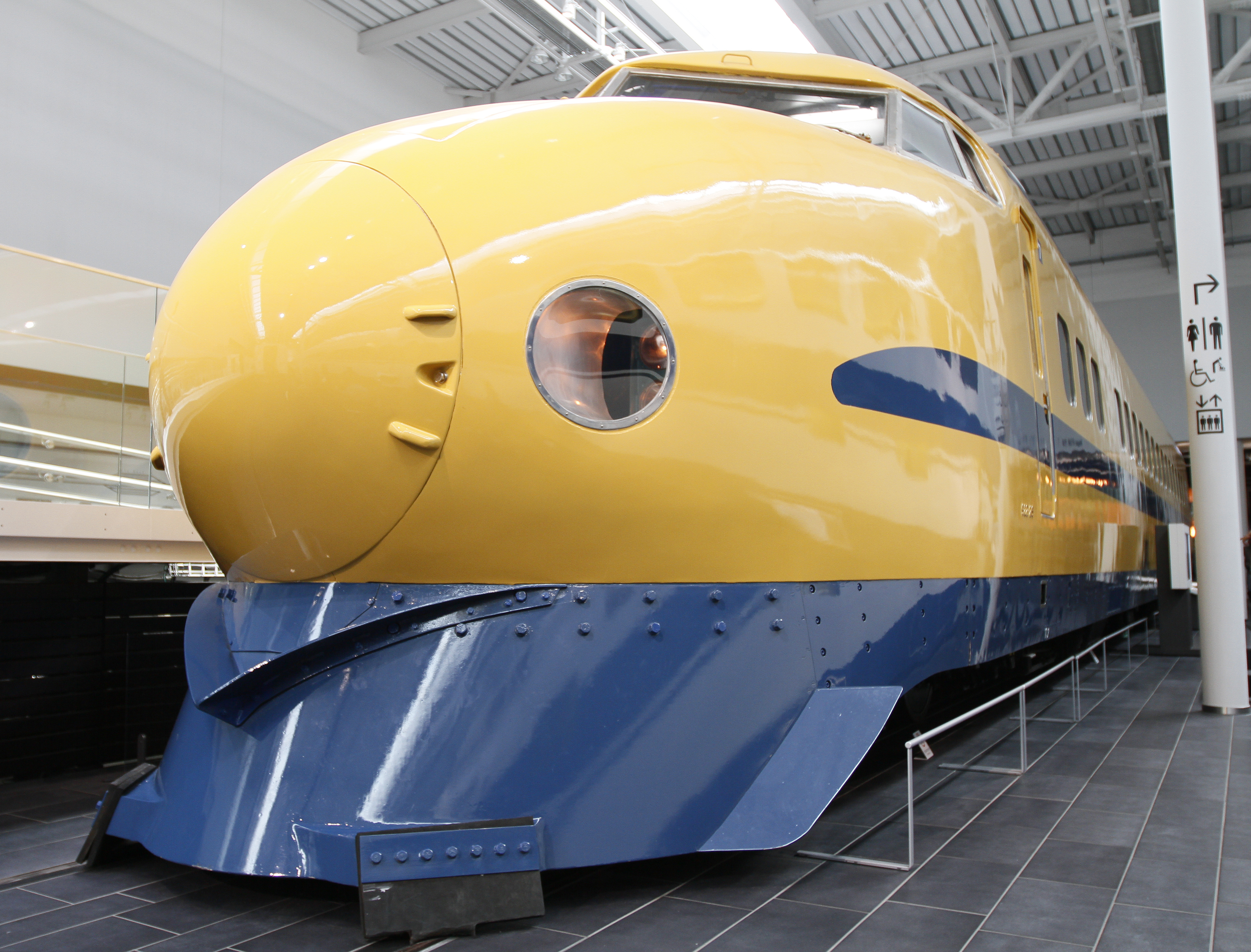
Doctor Yellow 922-26 al SCMaglev and Railway Park, marzo 2011

- 922-26 (ex-set T3, costruito nel 1979 da Hitachi) al SCMaglev and Railway Park, Nagoya, da marzo 2011 2011[1]

## Convogli Simili
- Treno Misure Archimede, convoglio diagnostico italiano in servizio sulla Rete Ferroviaria Italiana.
- Aiace e Diamante, convogli diagnostici italiani per linee AV di RFI.
- TGV Iris 320, convoglio diagnostivo francese in servizio sulla rete TGV.